# Xavier Mitchell
Xavier Mitchell (Landstuhl, 14 luglio 1993) è un giocatore di football americano statunitense che gioca nel ruolo di wide receiver per i New Yorker Lions della German Football League (GFL). Al college ha giocato a football al Kentucky Wesleyan College, per poi passare a giocare in GFL con i Kiel Baltic Hurricanes e successivamente in Prima Divisione ai Seamen Milano.

## Statistiche
|                                             |                                             |                |                | Corse          | Corse          | Corse          | Ricezioni      | Ricezioni      | Ricezioni        | Altro          | Altro             | Altro          |                |
| Stagione                                    | Stagione                                    | G              | Yd All-purpose | Yd Portate     | Portate        | Yd Per portata | Yd Ricevute    | Ricezioni      | Yd Per passaggio | Yd Punt return | Yd Kickoff return | Yd Varie       | TD             |
| ------------------------------------------- | ------------------------------------------- | -------------- | -------------- | -------------- | -------------- | -------------- | -------------- | -------------- | ---------------- | -------------- | ----------------- | -------------- | -------------- |
| 2006-2010                                   | 2006-2010                                   | ?              | ?              | ?              | ?              | ?              | ?              | ?              | ?                | ?              | ?                 | ?              | ?              |
| Totale high school (West Creek Coyotes)     | Totale high school (West Creek Coyotes)     | ?              | ?              | ?              | ?              | ?              | ?              | ?              | ?                | ?              | ?                 | ?              | ?              |
| 2011                                        | GLFC                                        | Non ha giocato | Non ha giocato | Non ha giocato | Non ha giocato | Non ha giocato | Non ha giocato | Non ha giocato | Non ha giocato   | Non ha giocato | Non ha giocato    | Non ha giocato | Non ha giocato |
| 2012                                        | GMAC                                        | 10             | 139            | 0              | 0              | 0              | 123            | 14             | 8.8              | 0              | 16                | 0              | 0              |
| 2013                                        | GMAC                                        | 11             | 485            | 0              | 0              | 0              | 393            | 31             | 12.7             | 0              | 92                | 0              | 2              |
| 2014                                        | GMAC                                        | 11             | 1646           | 0              | 0              | 0              | 1152           | 63             | 18.3             | 166            | 328               | 0              | 10             |
| 2015                                        | GMAC                                        | 10             | 1260           | 5              | 3              | 1.7            | 852            | 84             | 9.0              | 123            | 280               | 0              | 7              |
| Totale college (Kentucky Wesleyan Panthers) | Totale college (Kentucky Wesleyan Panthers) | 42             | 3530           | 5              | 3              | 1.7            | 2520           | 192            | 13.1             | 289            | 716               | 0              | 19             |
| Totale giovanili                            | Totale giovanili                            | 42+?           | 3530+?         | 5+?            | 3+?            |                | 2520+?         | 192+?          |                  | 289+?          | 716+?             | 0+?            | 19+?           |
| 2016                                        | GFL                                         | 16             | 1569           | 22             | 8              | 2.8            | 851            | 58             | 14.7             | 182            | 514               | 0              | 10             |
| 2016                                        | EFL                                         | 2              | 350            | -3             | 2              | -1.5           | 234            | 15             | 15.6             | 63             | 56                | 0              | 4              |
| 2017                                        | GFL                                         | 16             | 2429           | 367            | 54             | 6.8            | 1377           | 96             | 14.3             | 93             | 592               | 0              | 21             |
| Totale Kiel Baltic Hurricanes               | Totale Kiel Baltic Hurricanes               | 34             | 4348           | 386            | 64             | 6.0            | 2462           | 169            | 14.6             | 338            | 1162              | 0              | 35             |
| 2018                                        | 1Div                                        |                |                |                |                |                |                |                |                  |                |                   |                |                |
| 2018                                        | EFL                                         | ?              | ?              | ?              | ?              | ?              | ?              | ?              | ?                | ?              | ?                 | ?              | ?              |
| 2019                                        | 1Div                                        |                |                |                |                |                |                |                |                  |                |                   |                |                |
| 2019                                        | CEFL                                        |                |                |                |                |                |                |                |                  |                |                   |                |                |
| Totale Seamen Milano                        |                                             |                |                |                |                |                |                |                |                  |                |                   |                |                |
| 2020                                        | GFL                                         |                |                |                |                |                |                |                |                  |                |                   |                |                |
| Totale New Yorker Lions                     |                                             |                |                |                |                |                |                |                |                  |                |                   |                |                |
| Totale squadre maggiori                     | Totale squadre maggiori                     | 34             | 4348           | 386            | 64             | 6.0            | 2462           | 169            | 14.6             | 338            | 1162              | 0              | 35             |
| Totale                                      | Totale                                      | 76+?           | 7878+?         | 391+?          | 67+?           |                | 4982+?         | 361+?          |                  | 627+?          | 1878+?            | 0+?            | 54             |

Statistiche aggiornate alla stagione 2017